# Tiahuanacu (gemeente)
Tiahuanacu (ook wel Tiwanaku) is een gemeente (municipio) in de Boliviaanse provincie Ingavi in het departement La Paz. De gemeente telt naar schatting 12.653 inwoners (2018). De hoofdplaats is Tiahuanacu, gelegen nabij de werelderfgoedlocatie, de oude stad Tiwanaku.

## Indeling
De gemeente bestaat uit 3 kantons:
- Cantón Huacullani - 3.788 inwoners (2001)
- Cantón Pillapi San Agustín - 2.228 inw.
- Cantón Tiahuanacu - 5.293 inw.